# Hancock (Iowa)
Hancock és una població dels Estats Units a l'estat d'Iowa. Segons el cens del 2000 tenia 207 habitants.

## Demografia
Segons el cens del 2000, Hancock tenia 207 habitants, 90 habitatges, i 68 famílies. La densitat de població era de 106,6 habitants/km².
Dels 90 habitatges en un 21,1% hi vivien nens de menys de 18 anys, en un 61,1% hi vivien parelles casades, en un 8,9% dones solteres, i en un 24,4% no eren unitats familiars. En el 22,2% dels habitatges hi vivien persones soles el 13,3% de les quals corresponia a persones de 65 anys o més que vivien soles. El nombre mitjà de persones vivint en cada habitatge era de 2,3 i el nombre mitjà de persones que vivien en cada família era de 2,68.
Per edats la població es repartia de la següent manera: un 16,4% tenia menys de 18 anys, un 10,1% entre 18 i 24, un 23,2% entre 25 i 44, un 30,4% de 45 a 60 i un 19,8% 65 anys o més.
L'edat mediana era de 48 anys. Per cada 100 dones de 18 o més anys hi havia 96,6 homes.
La renda mediana per habitatge era de 33.056 $ i la renda mediana per família de 37.500 $. Els homes tenien una renda mediana de 31.429 $ mentre que les dones 19.083 $. La renda per capita de la població era de 17.200 $. Entorn del 2,6% de les famílies i el 2,5% de la població estaven per davall del llindar de pobresa.

## Poblacions més properes
El següent diagrama mostra les poblacions més properes.